# جيم أوزديمير
جيم أوزديمير (بالألمانية: Cem Özdemir) (مواليد 21 ديسمبر 1965 في باد أوراخ) سياسي ألماني ينتمي إلى حزب الخضر. يشغل منذ 8 ديسمبر 2021 منصب وزير الغذاء والزراعة في حكومة شولتس.
بين عامي 2008 و2018، شغل أوزدمير منصب الرئيس المشارك لحزب الخضر، جنبا إلى جنب مع كلوديا روث وسيمون بيتر في وقت لاحق. وهو عضو في البوندستاغ الألماني منذ عام 2013 وكان عضواً في البوندستاغ الألماني بين عامي 1994 و2002 والبرلمان الأوروبي بين عامي 2004 و2009. وكان مرشحاً واحداً من أفضل اثنين من مرشحي الخضر للانتخابات الفدرالية الألمانية لعام 2017. ومنذ عام 2018، شغل منصب رئيس لجنة النقل.

## الحياة والعمل
- وُلِد جيم أُوزديمير في مدينة باد يوراتش في ألمانيا بتاريخ 21 ديسمبر عام 1965م.
- ينتمي إلى عائلة شركسيّة من العائلات الشركسيّة الكثيرة التي تضُمّها الجالية التركية الكبيرة في ألمانيا.
- أصبح جيم أُوزديمير عضواً في حزب الخُضر الألماني الذي يُعدّ من أكبر الأحزاب البيئية الألمانية والأوروبية.
- عمِل عضواً في لجنة حزب الخُضر الألماني الإقليمية في ولاية بادِن ويتمبيرج الألمانية مُنذ عام 1989م وحتّى عام 1994م.
- انتُخِب عضواً في البرلمان الألماني عن حزب الخُضر في عام 1994م.
- عمِل ناطِقاً برلمانياً للشؤون الداخلية باسم حزب الخُضر، ورئيساً للمجموعة الألمانية التركية البرلمانية منذ عام 1998م وحتى عام 2002م.
- تزوّج من الصحفيّة الألمانية الأرجنتينيّة الأصل بيا كاسترو.
- تمّ اختياره كأكثر السياسيين الألمان أناقة للعام 2005م.
- ألّف جيم أوزديمير كتابين حتى الآن وهما كتاب (التكامل في ألمانيا) وكتاباً عن سيرة حياته الذاتية.
- له اهتمامات جيّدة بالشؤون الشركسية في العالم، وخاصّة في الأوساط السياسية الأوروبيّة.
- العمل السابق: الرئيس المشارك لحزب الخضر الألماني مع سيمون بيتر.
- العمل الحالي: وزير الزراعة في الحكومة الألمانية.

## روابط خارجية
- جيم أوزديمير على موقع الموسوعة البريطانية (الإنجليزية)
- جيم أوزديمير على موقع مونزينجر (الألمانية)